# Le boulanger n'a plus d'écus
Pour plus de détails, voir Fiche technique et Distribution.
Le boulanger n'a plus d'écus (Dollars and Sense) est un film muet américain réalisé par Harry Beaumont et sorti en 1920.

## Fiche technique
- Titre original : Dollars and Sense
- Réalisation : Harry Beaumont
- Scénario : Gerald C. Duffy, d'après une nouvelle d'Octavus Roy Cohen
- Chef opérateur : Norbert Brodine
- Production : Goldwyn Pictures Corporation
- Distribution : Goldwyn Distributing Company (États-Unis) ; Films Erka (France)
- Genre : Film dramatique
- Dates de sortie :
  - États-Unis : 27 juin 1920
  - France : 8 septembre 1922[1]

## Distribution
- Madge Kennedy : Hazel Farron
- Kenneth Harlan : David Rogers
- Willard Louis : Geoffrey Stanhope
- Florence Deshon : Daisy
- Richard Tucker : George Garrison